# (11063) Poynting
(11063) Poynting ist ein Asteroid des Hauptgürtels, der am 2. November 1991 vom belgischen Astronomen Eric Walter Elst am La-Silla-Observatorium (IAU-Code 809) der Europäischen Südsternwarte in Chile entdeckt wurde.
Der Asteroid wurde am 23. Mai 2000 nach dem englischen Physiker John Henry Poynting (1852–1914) benannt, der auf dem Gebiet der Elektrodynamik arbeitete und den nach ihm benannten Poynting-Vektor einführte.